# Sardinia Nova
La Sardinia Nova era una nave traghetto appartenuta con questo nome alla società marittima Corsica Ferries Sardinia Ferries dal 1982 al 2006.

## Servizio
Costruita nel 1966 nei cantieri tedeschi Lübecker Flender-Werke per la compagnia di navigazione svedese Tor Line con il nome di Tor Anglia, il suo primo servizio regolare fu tra i porti di Göteborg (Svezia), Immingham (Inghilterra) insieme alla gemella Tor Hollandia. Pochi mesi dopo l'entrata in servizio, durante una tempesta nel Mare del Nord la celata di prua si ruppe; la nave riuscì a riparare ad Immingham e la celata di prua fu saldata definitivamente. Un anno più tardi alla rotta consueta del traghetto fu aggiunto uno scalo ad Amsterdam.
Tra il 1975 ed il 1976 la Tor Line fece costruire una nuova coppia di unità gemelle, la Tor Britannia e la Tor Scandinavia, che sostituirono le due imbarcazioni più anziane; dopo l'entrata in servizio della prima nel maggio 1975 la Tor Anglia fu brevemente noleggiata ad un'altra compagnia di navigazione, che la impiegò sui collegamenti tra Norvegia e Danimarca, venendo poi venduta alla italiana Trans Tirreno Express. Nell'inverno tra il 1975 ed il 1976, in seguito alla vendita della gemella, la nave rimase in servizio per la Tor Line, in attesa della consegna della Tor Scandinavia; passò definitivamente alla società marittima italiana nel giugno 1976, dopo essere stata riparata in seguito ad un incidente avvenuto in uscita dal porto di Amsterdam a marzo.
Rinominata Espresso Olbia, la nave fu introdotta sulla linea Livorno - Olbia, passando poi alla Genova - Palermo per un breve periodo nel 1978. Nello stesso anno fu noleggiata all'Adriatica di Navigazione per essere utilizzata tra Bari e Patrasso. Nell'ottobre 1979 tornò in Nord Europa, ma il progetto di un noleggio alla Tor Line non andò a buon fine e la nave rimase disarmata a Göteborg fino al febbraio del 1980, quando fu noleggiata per un mese alla B&I Line per servizi tra il Galles e l'Irlanda. Nell'estate dello stesso anno fu noleggiata alla tedesca TT-Line per effettuare una linea circolare che collegava il porto tedesco di Travemünde con Rønne (Danimarca), Helsingfors (Finlandia), Tallinn e Danzica (Polonia).
Nell'ottobre 1980 il traghetto passò, sempre in noleggio, alla britannica Olau Line, che la impiegò tra Regno Unito e Paesi Bassi fino all'agosto dell'anno successivo. Posta in disarmo per un breve periodo, dopo due mesi la nave fu acquistata dalla compagnia di navigazione italo-francese Corsica Ferries, che a partire dall'estate 1982 la impiegò, con il nome di Sardinia Nova, su collegamenti stagionali verso la Sardegna, con Livorno e Olbia come porti di approdo. Nei mesi invernali la nave fu generalmente posta in disarmo, con l'eccezione di un breve noleggio, a cavallo fra il 1989 ed il 1990, alla norvegese Da-No Linjen, attiva in collegamenti tra Norvegia e Danimarca.

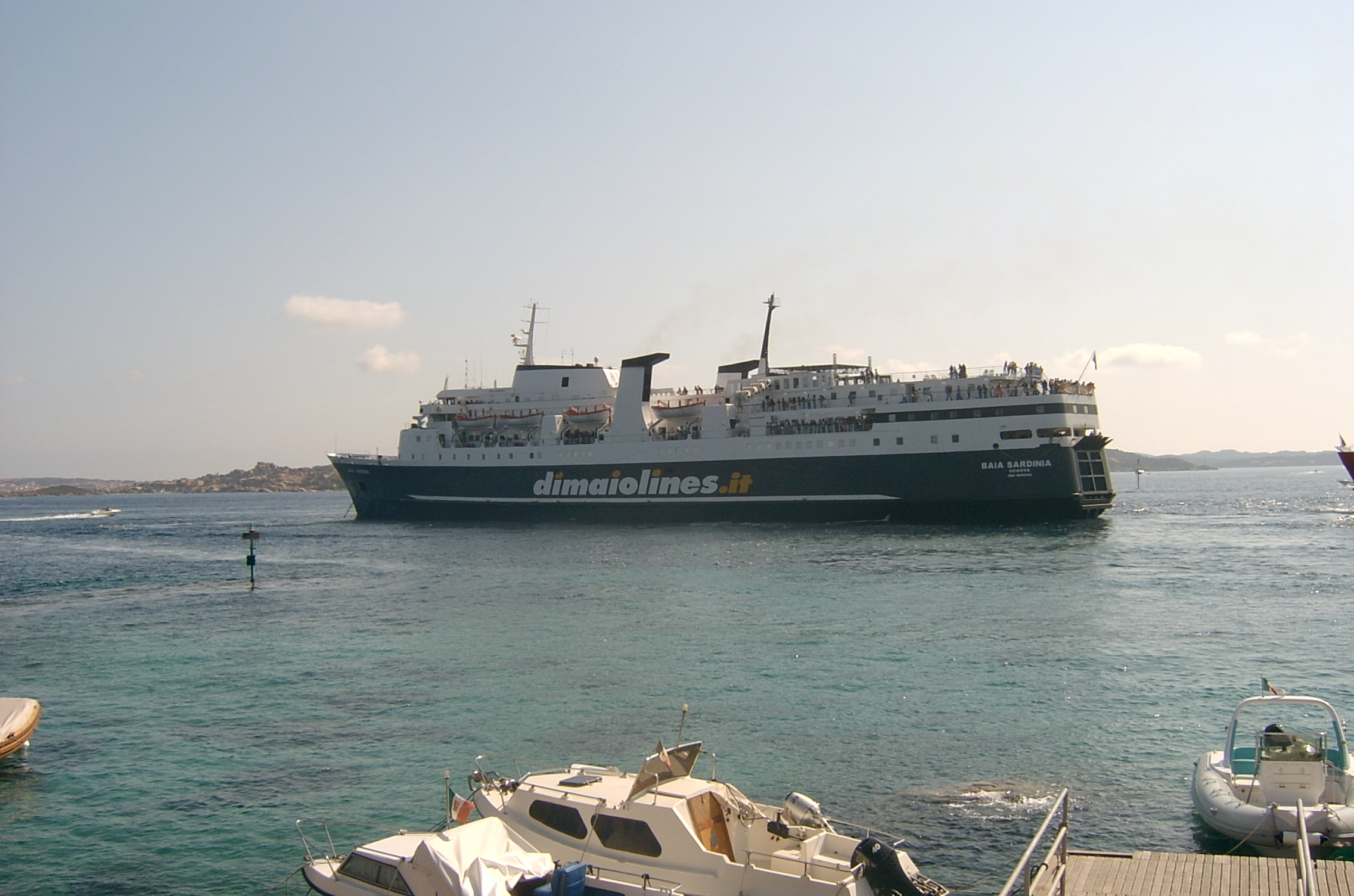
Il Baia Sardinia in manovra a Palau (2009)

Nel 1993 la nave fu ristrutturata, con l'aggiunta di nuove sovrastrutture a poppa per aumentare il numero di cabine e di passeggeri trasportabili; il porto di arrivo in Sardegna fu spostato a Golfo Aranci. Nel 2001 il traghetto passò a collegare Civitavecchia e Cagliari, venendo venduto, nel 2006, alla napoletana DiMaio Lines. Rinominata Baia Sardinia, la nave fu impiegata su linee stagionali tra Genova e Palau nel 2006 e nel 2007, mentre dal 2008 al 2010 fu utilizzata, sempre su base stagionale, tra Napoli e Palau od Olbia. Nel settembre 2010, in seguito anche a difficoltà economiche dell'armatore e all'entrata in vigore di nuove norme di sicurezza per le navi, la Baia Sardinia fu venduta per demolizione nel cantiere turco di Aliaga, dove giunse pochi giorni dopo la gemella. Essendo tuttavia in condizioni ancora buone, la nave non fu demolita ma ripartì per il porto di Alessandretta per essere impiegata come alloggio galleggiante con il nome di Atlas Han. Nel 2015 fu demolita.

## Navi Gemelle
- F.Diamond (ex Tor Hollandia)